# Nekrolog 3. Quartal 1972
Nekrolog
◄◄
| ◄
| 1968
| 1969
| 1970
| 1971
| 1972 | 1973 | 1974 | 1975 | 1976 | ► | ►►
1. Quartal |
2. Quartal |
3. Quartal |
4. Quartal 1972
Weitere Ereignisse | Allgemeiner Nekrolog 1972
Die Beschreibung der verstorbenen Person sollte so kurz wie möglich gehalten sein und nur deren signifikante Tätigkeit(en) enthalten.
Neue Namen ggf. auch unter dem Geburts- und Sterbedatum, also etwa unter 1. Januar und im Geburts- und Sterbejahr (2024) eintragen (nur bei entsprechender großer Wichtigkeit). Für Beispiele siehe die schon vorhandenen Artikel.
Außerdem über die fünf zuletzt Verstorbenen, zu denen es einen ausreichend guten Artikel für eine Präsentation auf der Hauptseite gibt, nach der todesbedingten Überarbeitung der Artikel ggf. auch unter Wikipedia Diskussion:Hauptseite informieren und sie am besten auch in den anderen Wikipedia-Sprachversionen eintragen. Tipp: Regelmäßig bei news.google.de nach „ist tot“, „gestorben“ oder „verstorben“ suchen.
Wenn eine Person gestorben ist, gibt es viele Seiten zu dieser Person in der Wikipedia, die davon auch betroffen sind und entsprechend aktualisiert werden müssen. Beispiele: Namenübersichtsseite, Geburtsjahr, Geburtsort-Seiten und viele mehr.
Wie finde ich die betroffenen Seiten?
Im Suchfeld auf der linken Seite gibt man den Suchbegriff so ein: „Vorname Nachname“. Dann klickt man auf Volltext und alle Seiten mit entsprechendem Suchtext werden aufgerufen. Hier sieht man dann schnell, wo auch das Todesjahr Sinn macht oder sogar ein Teil des Artikels angepasst werden muss. Auch hilft das „Werkzeug“ auf der linken Seite sehr gut, um solche Seiten aufzufinden: „Links auf diese Seite“. Somit ist die Wikipedia wieder aktuell in allen Bereichen! Hinweis: bei Eintragung der Kategorie „Gestorben JAHR“ wird der Missbrauchsfilter 49 ausgelöst, was jedoch nicht schlimm ist. Siehe: Spezial:Missbrauchsfilter/49
Dies ist eine Liste von im dritten Quartal 1972 verstorbenen bekannten Persönlichkeiten. Die Einträge erfolgen innerhalb der einzelnen Daten alphabetisch sortiert. Tiere sind im Nekrolog für Tiere zu finden.

## Juli
| Tag      | Name                                       | Beruf, bekannt als                                                                                              | Alter | Beleg |
| -------- | ------------------------------------------ | --- | ----- | ----- |
| 1. Juli  | Marianna von Allesch                       | deutsch-amerikanische Kunstgewerblerin, Glaskünstlerin und vielseitige Designerin                               | 85    |       |
| 1. Juli  | Mary L. Caldwell                           | US-amerikanische Chemikerin (Organische Chemie)                                                                 | 81    |       |
| 1. Juli  | Peter Gröbner                              | deutscher Jurist und Landrat                                                                                    | 57    |       |
| 1. Juli  | Heinz Kroh                                 | deutscher Maler                                                                                                 | 90    |       |
| 1. Juli  | Adrian Cola Rienzi                         | trinidadischer Politiker und Gewerkschafter                                                                     | 67    |       |
| 2. Juli  | Edmond Apéti                               | togoischer Fußballspieler                                                                                       |       |       |
| 2. Juli  | Marcel Chauvigné                           | französischer Ruderer                                                                                           | 60    |       |
| 2. Juli  | Rafael Muñoz                               | mexikanischer Schriftsteller                                                                                    | 73    |       |
| 2. Juli  | Felipe Pirela                              | venezolanischer Sänger                                                                                          | 30    |       |
| 2. Juli  | Angel Riesco Carbajo                       | spanischer römisch-katholischer Geistlicher, Weihbischof in Pamplona y Tudela                                   | 69    |       |
| 2. Juli  | Joseph Fielding Smith                      | 10. Präsident der Kirche Jesu Christi der Heiligen der Letzten Tage                                             | 95    |       |
| 2. Juli  | Eduard Zuckmayer                           | deutscher Musikpädagoge, Komponist und Pianist                                                                  | 81    |       |
| 3. Juli  | Max Boëtius                                | deutscher Chemiker und Hochschullehrer                                                                          | 82    |       |
| 3. Juli  | Josef Dohr                                 | deutscher Politiker (FDP), MdL                                                                                  | 67    |       |
| 3. Juli  | Dumitru Ghiață                             | rumänischer Künstler                                                                                            | 83    |       |
| 3. Juli  | Fred McDowell                              | US-amerikanischer Blues-Musiker                                                                                 | 68    |       |
| 3. Juli  | Herbert Spruth                             | deutscher Philologe, Jurist, Genealoge und Pommernforscher                                                      | 71    |       |
| 3. Juli  | Gustav Steinbömer                          | deutscher Schriftsteller, Dramaturg und Kritiker                                                                | 91    |       |
| 3. Juli  | Danylo Tschajkowskyj                       | ukrainischer Journalist                                                                                         | 63    |       |
| 3. Juli  | Hal Walker                                 | US-amerikanischer Regieassistent und Filmregisseur                                                              | 76    |       |
| 4. Juli  | Max Bedacht                                | US-amerikanischer Politiker (SPA, CLP, UCP, CPUSA)                                                              | 88    |       |
| 4. Juli  | Albert Deibele                             | deutscher Historiker, Pädagoge, Dichter und Stadtarchivar in Schwäbisch Gmünd                                   | 83    |       |
| 4. Juli  | Hans Gabriel                               | deutscher Politiker der CDU                                                                                     | 85    |       |
| 4. Juli  | Till Kalsbach                              | deutscher Politiker (SPD), MdL                                                                                  | 36    |       |
| 4. Juli  | Bob McCracken                              | US-amerikanischer Jazz-Klarinettist                                                                             | 67    |       |
| 4. Juli  | Eduard Scherrer                            | Schweizer Bobfahrer                                                                                             | 82    |       |
| 4. Juli  | Georg Seiring                              | deutscher Hygieniker                                                                                            | 88    |       |
| 4. Juli  | Harry Bischoff Weiss                       | US-amerikanischer Entomologe und Autor                                                                          | 88    |       |
| 5. Juli  | John W. Gwynne                             | US-amerikanischer Politiker                                                                                     | 82    |       |
| 5. Juli  | Raúl Leoni                                 | venezolanischer Politiker, Präsident Venezuelas                                                                 | 67    |       |
| 5. Juli  | Bernhard Obersteller                       | deutscher Politiker (GB/BHE), MdL                                                                               | 83    |       |
| 5. Juli  | Fritz Pümpin                               | Schweizer Maler                                                                                                 | 71    |       |
| 6. Juli  | Brandon De Wilde                           | US-amerikanischer Schauspieler                                                                                  | 30    |       |
| 6. Juli  | Hans Dreckmann                             | deutscher Politiker, MdHB                                                                                       | 87    |       |
| 6. Juli  | Suzanne Grinberg                           | französische Rechtsanwältin, Feministin und Pazifistin                                                          | 84    |       |
| 6. Juli  | Gerald Hamer                               | englischer Theater- und Filmschauspieler                                                                        | 85    |       |
| 6. Juli  | E. O. James                                | britischer Anthropologe und Autor                                                                               | 84    |       |
| 6. Juli  | Johannes Kist                              | deutscher römisch-katholischer Theologe und Hochschullehrer                                                     | 71    |       |
| 6. Juli  | George C. Southworth                       | US-amerikanischer Hochfrequenztechniker                                                                         | 81    |       |
| 6. Juli  | Wladimir Sergejewitsch Wachmistrow         | russisch-sowjetischer Pilot und Luftfahrtingenieur                                                              | 74    |       |
| 7. Juli  | Athinagoras                                | Patriarch von Konstantinopel (1948–1972)                                                                        | 86    |       |
| 7. Juli  | Andreas Busch                              | deutscher Bauer und Heimatforscher                                                                              | 89    |       |
| 7. Juli  | John M. Dalton                             | US-amerikanischer Politiker                                                                                     | 71    |       |
| 7. Juli  | Zora Folley                                | US-amerikanischer Schwergewichtsboxer                                                                           | 40    |       |
| 7. Juli  | Pedro Laurenz                              | argentinischer Tango-Musiker und -Komponist                                                                     | 69    |       |
| 7. Juli  | Marcel-Frédéric Lubin-Lebrère              | französischer Rugby-Union-Spieler                                                                               | 80    |       |
| 7. Juli  | Rudolf Niklas                              | österreichischer Politiker (SPÖ), Landtagsabgeordneter                                                          | 66    |       |
| 7. Juli  | Franz Pichler-Mandorf                      | österreichischer Politiker                                                                                      | 87    |       |
| 7. Juli  | Vinzenz Sahl                               | deutscher Politiker (BCSV, CDU)                                                                                 | 74    |       |
| 7. Juli  | Talal                                      | jordanischer Adeliger, König von Jordanien                                                                      | 63    |       |
| 7. Juli  | Elsa Textorius                             | schwedische Schauspielerin                                                                                      | 83    |       |
| 7. Juli  | Gustav Wiederkehr                          | Schweizer Fußballfunktionär                                                                                     | 66    |       |
| 8. Juli  | Walter Feigl                               | österreichischer Fußballspieler                                                                                 | 66    |       |
| 8. Juli  | Fritz Fiedler                              | deutscher Konstrukteur                                                                                          | 73    |       |
| 8. Juli  | Oluf Husted-Nielsen                        | dänischer Turner                                                                                                | 83    |       |
| 8. Juli  | Ghassan Kanafani                           | arabischer Schriftsteller                                                                                       | 36    |       |
| 8. Juli  | Wolfgang Loë-Bagier                        | deutscher Filmeditor, Tontechniker und Regieassistent                                                           | 65    |       |
| 9. Juli  | Lawrence C. Jones                          | US-amerikanischer Jurist und Politiker                                                                          | 78    |       |
| 9. Juli  | Willy Minz                                 | deutscher Wirtschaftsprüfer, Honorarprofessor der Universität zu Köln                                           | 70    |       |
| 9. Juli  | Franz Pfender                              | deutscher Politiker (Zentrum, CDU), MdL, MdB                                                                    | 72    |       |
| 9. Juli  | Wera Swjaginzewa                           | russische bzw. sowjetische Dichterin und Übersetzerin                                                           | 77    |       |
| 9. Juli  | Hans Klaus von Werder                      | deutscher Offizier, persönlicher Adjutant des Prinzen Eitel Friedrich von Preußen, Bundesvorsitzender des Se... | 79    |       |
| 10. Juli | Lovie Austin                               | US-amerikanische Jazz- und Blues-Pianistin                                                                      | 84    |       |
| 10. Juli | Francis Gailey                             | australisch-US-amerikanischer Schwimmer                                                                         | 90    |       |
| 10. Juli | Harmon Jones                               | kanadisch-US-amerikanischer Filmeditor und Filmregisseur                                                        | 61    |       |
| 10. Juli | Gejus van der Meulen                       | niederländischer Fußballtorhüter                                                                                | 69    |       |
| 10. Juli | Alfred Stiegler                            | deutscher Politiker und Bürgermeister                                                                           | 68    |       |
| 10. Juli | Alexei Iljitsch Teneta                     | russischer Bildhauer                                                                                            | 72    |       |
| 10. Juli | Egon Waldmann                              | Schweizer Schauspieler, Operettensänger und Regisseur                                                           | 70    |       |
| 11. Juli | Emil Knöll                                 | Schweizer Bildhauer                                                                                             | 82    |       |
| 11. Juli | Heinrich Kositzki                          | deutscher Politiker (SPD), MdL                                                                                  | 67    |       |
| 11. Juli | Doramaria Purschian                        | deutsche Grafikerin und Malerin                                                                                 | 82    |       |
| 11. Juli | August Tiedtke                             | deutscher Billardspieler                                                                                        | 59    |       |
| 11. Juli | Michael Truman                             | britischer Filmregisseur, Filmproduzent und Filmeditor                                                          | 56    |       |
| 11. Juli | Georg Wagner                               | deutscher Geologe und Hochschullehrer                                                                           | 86    |       |
| 11. Juli | Erhard Weyhe                               | deutsch-amerikanischer Kunstbuchhändler und Verleger                                                            | 89    |       |
| 11. Juli | Hans-Walter Zinser                         | deutscher Verwaltungsbeamter (NSDAP) und Bundesrichter                                                          | 64    |       |
| 12. Juli | Gerald Thomas Bergan                       | US-amerikanischer römisch-katholischer Geistlicher                                                              | 80    |       |
| 12. Juli | Phyllis Bone                               | britische Bildhauerin                                                                                           | 78    |       |
| 12. Juli | Félix César da Cunha Vasconcellos          | brasilianischer Ordensgeistlicher, römisch-katholischer Erzbischof von Ribeirão Preto                           | 68    |       |
| 12. Juli | Konrad Grebe                               | deutscher Steiger und Erfinder                                                                                  | 65    |       |
| 12. Juli | Pjotr Alexandrowitsch Rehbinder            | sowjetischer Wissenschaftler                                                                                    | 73    |       |
| 12. Juli | Erwin Tschentscher                         | deutscher SS-Standartenführer                                                                                   | 69    |       |
| 13. Juli | Hellmuth Laegeler                          | deutscher Generalmajor der Wehrmacht und der Bundeswehr                                                         | 70    |       |
| 13. Juli | Hans von Seemen                            | deutscher Chirurg und Hochschullehrer                                                                           | 74    |       |
| 14. Juli | Gösta Olander                              | schwedischer Trainer, Sportfunktionär und Filmemacher                                                           | 78    |       |
| 14. Juli | Gérard Philips                             | belgischer katholischer Theologe                                                                                | 73    |       |
| 14. Juli | Olavi Virta                                | finnischer Sänger                                                                                               | 57    |       |
| 15. Juli | Hermann Dietsche                           | deutscher Ingenieur und Politiker (BCSV, CDU)                                                                   | 87    |       |
| 15. Juli | Miklós Dudás                               | ungarischer Bischof                                                                                             | 69    |       |
| 15. Juli | Fonty Flock                                | US-amerikanischer NASCAR-Rennfahrer                                                                             | 52    |       |
| 15. Juli | Marco Antonio García y Suárez              | nicaraguanischer römisch-katholischer Geistlicher                                                               | 73    |       |
| 15. Juli | Alfons Hayduk                              | deutscher Autor                                                                                                 | 71    |       |
| 15. Juli | Johannes Klemm                             | deutscher Schauspieler und Inspizient                                                                           | 83    |       |
| 15. Juli | Josef Matt                                 | österreichischer Politiker (ÖVP), Abgeordneter zum Nationalrat                                                  | 62    |       |
| 15. Juli | Kurt Runge                                 | deutscher Jurist                                                                                                | 74    |       |
| 15. Juli | François Var                               | französischer Politiker (SFIO), Mitglied der Nationalversammlung                                                | 84    |       |
| 15. Juli | William Williamson                         | US-amerikanischer Politiker                                                                                     | 96    |       |
| 16. Juli | Thomas Eboli                               | US-amerikanischer Mobster der Genovese-Familie                                                                  | 61    |       |
| 16. Juli | Georges Kettel                             | römisch-katholischer Bischof von Kabinda                                                                        | 75    |       |
| 16. Juli | John McCann                                | britischer Politiker (Labour Party)                                                                             | 61    |       |
| 16. Juli | Bertil Svahnström                          | schwedischer Journalist, Autor und Persönlichkeit der Friedensbewegung                                          | 64    |       |
| 17. Juli | Friedrich von Basse                        | deutscher Kommunalpolitiker und Landesparlamentarier, Beteiligter am Hitlerattentat vom 20. Juli                | 79    |       |
| 17. Juli | Oscar Engelstad                            | norwegischer Turner                                                                                             | 89    |       |
| 17. Juli | Werner Grohs                               | deutscher Politiker (LDPD)                                                                                      | 45    |       |
| 17. Juli | Emanuel Hirsch                             | deutscher evangelischer Theologe                                                                                | 84    |       |
| 17. Juli | Herbert Kubica                             | deutscher Bildhauer                                                                                             | 66    |       |
| 17. Juli | Eduard Macheiner                           | österreichischer Geistlicher, Erzbischof von Salzburg                                                           | 64    |       |
| 17. Juli | Pierre Moreau                              | französischer Romanist und Literaturwissenschaftler                                                             | 76    |       |
| 17. Juli | Hans Stephany                              | deutscher Ingenieur, Ministerialbeamter und Umweltexperte                                                       | 74    |       |
| 17. Juli | Anton Streitwieser                         | deutscher Schutzhaftlagerführer im KZ Mauthausen                                                                | 56    |       |
| 18. Juli | Mary Graustein                             | US-amerikanische Mathematikerin und Hochschullehrerin                                                           | 88    |       |
| 18. Juli | Harold Miller                              | US-amerikanischer Schauspieler                                                                                  | 78    |       |
| 18. Juli | Peter Scholz                               | deutscher Bergsteiger                                                                                           | 28    |       |
| 19. Juli | Sally Benson                               | US-amerikanische Drehbuchautorin und Schriftstellerin                                                           | 74    |       |
| 19. Juli | Richard Duckett                            | kanadischer Lacrosse- und Eishockeyspieler                                                                      | 87    |       |
| 19. Juli | Aarne Lindholm                             | finnischer Langstreckenläufer                                                                                   | 83    |       |
| 19. Juli | Hans Schneider                             | deutscher Wasserballspieler                                                                                     | 62    |       |
| 19. Juli | Heinrich Leonhards Skuja                   | lettischer Phykologe                                                                                            | 79    |       |
| 20. Juli | Hermann Beer                               | österreichischer Bauingenieur                                                                                   | 66    |       |
| 20. Juli | Richard Capellmann                         | deutscher Opern-, Operetten- und Konzertsänger                                                                  | 67    |       |
| 20. Juli | Geeta Dutt                                 | indische Playbacksängerin des Bollywoodkinos                                                                    | 41    |       |
| 20. Juli | André Evard                                | Schweizer Maler                                                                                                 | 96    |       |
| 20. Juli | Richard Fischer                            | deutscher Schriftsteller                                                                                        | 89    |       |
| 20. Juli | Friedrich Flick                            | deutscher Unternehmer                                                                                           | 89    |       |
| 20. Juli | Ferenc Körmendi                            | ungarischer Schriftsteller                                                                                      | 72    |       |
| 20. Juli | Mieczyslaw Minkowski                       | polnisch-schweizerischer Neurologe                                                                              | 88    |       |
| 20. Juli | Heinrich Schneider                         | deutscher Politiker (SPD), MdL                                                                                  | 69    |       |
| 21. Juli | Ambroz Andrić                              | kroatischer politischer Emigrant, Terrorist und Attentäter                                                      | 32    |       |
| 21. Juli | Ralph Craig                                | US-amerikanischer Leichtathlet                                                                                  | 83    |       |
| 21. Juli | Max Mairinger                              | österreichischer Finanzbeamter und Politiker (ÖVP), Abgeordneter zum Nationalrat                                | 73    |       |
| 21. Juli | Werner Sander                              | deutscher Chasan der Jüdischen Gemeinde zu Leipzig und VVN-Mitglied                                             | 69    |       |
| 22. Juli | Max Aub                                    | spanischer Schriftsteller                                                                                       | 69    |       |
| 22. Juli | Otto Blom                                  | niederländischer Tennisspieler                                                                                  | 85    |       |
| 22. Juli | Pavel Bořkovec                             | tschechischer Komponist                                                                                         | 78    |       |
| 22. Juli | Hans Busch                                 | deutscher Beamter und Staatssekretär                                                                            | 75    |       |
| 22. Juli | Vilmos Diószegi                            | ungarischer Ethnologe und Orientalist                                                                           | 49    |       |
| 22. Juli | Jacob Geis                                 | deutscher Dramaturg, Regisseur und Drehbuchautor                                                                | 81    |       |
| 22. Juli | Hugo Kauder                                | österreichisch-US-amerikanischer Komponist und Violinist                                                        | 84    |       |
| 22. Juli | Eduard Nicka                               | österreichischer Politiker (FPÖ), Landtagsabgeordneter                                                          | 60    |       |
| 22. Juli | Olavo Egídio de Souza Aranha Jùnior        | brasilianischer Ingenieur, Unternehmer                                                                          | 85    |       |
| 22. Juli | Helene von Watter                          | deutsche Medizinerin und Politikerin (DNVP), MdL                                                                | 77    |       |
| 23. Juli | Christian Hanebuth                         | deutscher Politiker (SPD), MdA                                                                                  | 60    |       |
| 23. Juli | Emil Merker                                | deutscher Schriftsteller                                                                                        | 84    |       |
| 23. Juli | George Alan Thomas                         | britischer Schach-, Badminton- und Tennisspieler                                                                | 91    |       |
| 23. Juli | Hilde Wulff                                | deutsche Sonderpädagogin und Stiftungsgründerin                                                                 | 74    |       |
| 24. Juli | Roberto Chanel                             | argentinischer Tangosänger, -komponist und -dichter                                                             | 57    |       |
| 24. Juli | Jenő Dulovits                              | ungarischer Lichtbildner und Filmkameramann                                                                     | 69    |       |
| 24. Juli | Cecil Wingfield Fiennes                    | britischer Automobilrennfahrer                                                                                  | 74    |       |
| 24. Juli | Bertie Fisher                              | britischer Generalleutnant                                                                                      | 94    |       |
| 24. Juli | Edvard Frank                               | deutscher Maler                                                                                                 | 62    |       |
| 24. Juli | John Fuhrer                                | US-amerikanischer Dreispringer                                                                                  | 92    |       |
| 24. Juli | William Henry Hill                         | US-amerikanischer Politiker                                                                                     | 96    |       |
| 24. Juli | Robert Hughes                              | US-amerikanischer Filmproduzent und -regisseur                                                                  | 43    |       |
| 24. Juli | Anna Leibbrand                             | deutsche Schriftstellerin und linke politische Aktivistin                                                       | 70    |       |
| 24. Juli | Adolfo Casais Monteiro                     | portugiesischer Schriftsteller, Lyriker, Essayist und Literaturwissenschaftler                                  | 64    |       |
| 24. Juli | Lance Reventlow                            | dänisch-US-amerikanischer Formel-1-Rennfahrer                                                                   | 36    |       |
| 24. Juli | Franz Schuster                             | österreichischer Architekt                                                                                      | 79    |       |
| 25. Juli | Thomas Andresen                            | deutscher Politiker (CDU), MdL                                                                                  | 75    |       |
| 25. Juli | Américo Castro                             | spanischer Literaturhistoriker, -wissenschaftler, -kritiker, Hochschullehrer und Diplomat                       | 87    |       |
| 25. Juli | Robert Gillon                              | belgischer Schriftsteller, liberaler Politiker und dreimaliger Präsident des belgischen Senats                  | 87    |       |
| 25. Juli | Leonid Georgijewitsch Jengibarow           | armenischer und sowjetischer Schauspieler, Clown und Pantomime                                                  | 37    |       |
| 25. Juli | Karl Pollich                               | deutscher Ingenieur, Fahrzeugkonstrukteur bei Hanomag                                                           | 80    |       |
| 25. Juli | Zalmen Zylbercweig                         | jiddischer Theaterautor                                                                                         | 77    |       |
| 26. Juli | Johannes Bockholt                          | deutscher Politiker der CDU                                                                                     | 80    |       |
| 26. Juli | Joop Boutmy                                | niederländischer Fußballspieler                                                                                 | 78    |       |
| 26. Juli | Achille Funi                               | italienischer Maler                                                                                             | 82    |       |
| 27. Juli | Johannes Bierbach                          | deutscher Verwaltungsjurist und Landrat                                                                         | 84    |       |
| 27. Juli | Richard Nikolaus Coudenhove-Kalergi        | österreichischer Schriftsteller, Gründer der Paneuropa-Union                                                    | 77    |       |
| 27. Juli | Philip Cunliffe-Lister, 1. Earl of Swinton | britischer Politiker, Mitglied des House of Commons und des House of Lords                                      | 88    |       |
| 27. Juli | Allen J. Ellender                          | US-amerikanischer Politiker (Demokratische Partei)                                                              | 81    |       |
| 27. Juli | Fritz Konir                                | österreichischer Gewerkschafter und Politiker (SPÖ), Landtagsabgeordneter, Abgeordneter zum Nationalrat         | 65    |       |
| 27. Juli | Karol Murgaš                               | slowakischer Politiker und Journalist                                                                           | 72    |       |
| 27. Juli | Olaf Radke                                 | hessischer Politiker (SPD) und Abgeordneter des Hessischen Landtags                                             | 49    |       |
| 27. Juli | Georg Schipper                             | deutscher Landwirt und Politiker (MdL)                                                                          | 94    |       |
| 27. Juli | Gregori Warchavchik                        | brasilianischer Architekt                                                                                       | 76    |       |
| 28. Juli | Mieczysława Ćwiklińska                     | polnische Schauspielerin                                                                                        | 93    |       |
| 28. Juli | Charu Majumdar                             | indischer Kommunist und Revolutionär                                                                            |       |       |
| 28. Juli | Helen Traubel                              | US-amerikanische Opernsängerin (Sopran)                                                                         | 73    |       |
| 29. Juli | Armando Carvajal y Quiroz                  | chilenischer Violinist, Dirigent, Komponist und Musikpädagoge                                                   | 79    |       |
| 29. Juli | Georges Gougenheim                         | französischer Romanist und Sprachwissenschaftler                                                                | 72    |       |
| 29. Juli | Conrad Vernon Morton                       | amerikanischer Botaniker                                                                                        | 66    |       |
| 30. Juli | Mór Kóczán                                 | ungarischer Speerwerfer                                                                                         | 87    |       |
| 30. Juli | Ramón Lizardi                              | venezolanischer römisch-katholischer Geistlicher, Weihbischof in Caracas                                        | 62    |       |
| 30. Juli | Gustav Remec                               | jugoslawischer Fußballspieler und Sänger                                                                        | 72    |       |
| 30. Juli | Maximilian Schuler                         | deutscher Ingenieur und Maschinenbauer, Hochschullehrer                                                         | 90    |       |
| 30. Juli | Carlo Serena                               | italienischer Geistlicher und päpstlicher Diplomat                                                              | 90    |       |
| 30. Juli | Arne Sunde                                 | norwegischer Sportschütze                                                                                       | 88    |       |
| 31. Juli | Hans Cossy                                 | deutscher Schauspieler und Synchronsprecher                                                                     | 60    |       |
| 31. Juli | Jan Diddens                                | belgischer Fußballspieler                                                                                       | 65    |       |
| 31. Juli | Ernst Fischer                              | österreichischer Schriftsteller und Politiker (KPÖ), Abgeordneter zum Nationalrat                               | 73    |       |
| 31. Juli | Alfons Gorbach                             | österreichischer Politiker (ÖVP), Abgeordneter zum Nationalrat und Bundeskanzler                                | 73    |       |
| 31. Juli | George Langhans                            | deutscher Mediziner, Hygieniker und Hochschullehrer                                                             | 76    |       |
| 31. Juli | Hakon Leffler                              | schwedischer Tennisspieler und Geschäftsmann                                                                    | 85    |       |
| 31. Juli | Ivan Möller                                | schwedischer Leichtathlet                                                                                       | 88    |       |
| 31. Juli | Rudolf Muuß                                | deutscher lutherischer Geistlicher, Heimatforscher, Politiker (CDU), MdL und Autor                              | 80    |       |
| 31. Juli | Paul-Henri Spaak                           | belgischer Politiker und Staatsmann, NATO-Generalsekretär, Förderer der europäischen Einigung                   | 73    |       |
| Juli     | Benito Contreras                           | mexikanischer Fußballspieler                                                                                    | 67    |       |

## August
| Tag        | Name                                          | Beruf, bekannt als                                                                                      | Alter | Beleg |
| ---------- | --------------------------------------------- | --- | ----- | ----- |
| 1. August  | Lotte Fochler-Frömel                          | österreichische Designerin                                                                              | 88    |       |
| 1. August  | Pietro Ghersi                                 | italienischer Automobil- und Motorradrennfahrer                                                         |       |       |
| 1. August  | August Karolus                                | deutscher Physiker                                                                                      | 79    |       |
| 1. August  | Otto Kopp                                     | Schweizer Politiker (SP)                                                                                | 69    |       |
| 1. August  | Erwin Madelung                                | deutscher Physiker                                                                                      | 91    |       |
| 1. August  | J. B. Marks                                   | südafrikanischer Politiker und Gewerkschaftsführer                                                      | 69    |       |
| 1. August  | Rudolf Metter                                 | deutscher Politiker (SPD), MdB                                                                          | 68    |       |
| 1. August  | Otto Mockenhaupt                              | deutscher Politiker (SPD), MdL                                                                          | 60    |       |
| 1. August  | Helge Thiis                                   | norwegischer Architekt und Dombaumeister                                                                | 74    |       |
| 2. August  | Eberhard Barth                                | deutscher Ministerialbeamter                                                                            | 74    |       |
| 2. August  | George Delacourt-Smith, Baron Delacourt-Smith | britischer Politiker, Mitglied des House of Commons                                                     | 55    |       |
| 2. August  | Rudolph Ganz                                  | schweizerisch-US-amerikanischer Komponist, Pianist und Dirigent                                         | 95    |       |
| 2. August  | Paul Goodman                                  | US-amerikanischer Autor                                                                                 | 60    |       |
| 2. August  | Wolfgang Schanze                              | deutscher evangelischer Theologe                                                                        | 75    |       |
| 2. August  | Hans Adalbert Schweigart                      | deutscher Chemiker und Ernährungswissenschaftler                                                        | 72    |       |
| 2. August  | Ralph Maria Siegel                            | deutscher Komponist, Liedtexter, Musikverleger, Schriftsteller und Sänger (Tenor)                       | 61    |       |
| 3. August  | Albert Bayerle                                | deutscher Kommunalpolitiker (SPD)                                                                       | 65    |       |
| 3. August  | Eugen Haagen                                  | deutscher Bakteriologe                                                                                  | 74    |       |
| 3. August  | Kurt Lücken                                   | deutscher Nationalökonom, Landgerichtsdirektor und Hochschullehrer                                      | 72    |       |
| 3. August  | Heinrich Müller-Bargloy                       | deutscher Politiker (CDU), MdL                                                                          | 69    |       |
| 4. August  | Norah Lange                                   | argentinische Schriftstellerin                                                                          | 66    |       |
| 4. August  | Alfred Dedo Müller                            | deutscher Theologe                                                                                      | 82    |       |
| 4. August  | Tor Norberg                                   | schwedischer Turner                                                                                     | 83    |       |
| 5. August  | Ernst Alker                                   | österreichisch-schwedischer Literaturwissenschaftler                                                    | 76    |       |
| 5. August  | Rudolf Genschel                               | deutscher Biologe                                                                                       | 81    |       |
| 5. August  | Eduard Gunzinger                              | Schweizer Bühnenbildner, Maler, Grafiker und Illustrator                                                | 74    |       |
| 5. August  | Walter How                                    | britischer Seemann und Antarktisreisender                                                               | 86    |       |
| 5. August  | Mezz Mezzrow                                  | US-amerikanisch-französischer Jazz-Sopransaxophonist und -Klarinettist                                  | 72    |       |
| 5. August  | Melvin C. Snyder                              | US-amerikanischer Politiker                                                                             | 73    |       |
| 5. August  | Pierre Tardi                                  | französischer Geodät und Astronom                                                                       | 75    |       |
| 6. August  | Hugo Hantsch                                  | österreichischer Geistlicher und Historiker                                                             | 77    |       |
| 6. August  | Torkel Persson                                | schwedischer Skilangläufer                                                                              | 78    |       |
| 7. August  | Fritz Broistedt                               | deutscher Politiker (DP), MdL                                                                           | 79    |       |
| 7. August  | Léon Despontin                                | belgischer Radrennfahrer                                                                                | 84    |       |
| 7. August  | Antonio Escribano                             | spanischer Rechtsanwalt und Schauspieler                                                                | 70    |       |
| 7. August  | Helen Margaret Gilkey                         | US-amerikanische Mikrobiologin, Illustratorin und Hochschullehrerin                                     | 86    |       |
| 7. August  | Christian Hansen                              | deutscher Offizier, zuletzt General der Artillerie im Zweiten Weltkrieg                                 | 87    |       |
| 7. August  | Joi Lansing                                   | US-amerikanische Schauspielerin                                                                         | 43    |       |
| 7. August  | Aspasia Manos                                 | griechische Prinzessin, Ehefrau von König Alexander                                                     | 75    |       |
| 7. August  | Tom Neal                                      | US-amerikanischer Schauspieler und Boxer                                                                | 58    |       |
| 7. August  | Frank Schoonover                              | US-amerikanischer Maler und Illustrator                                                                 | 94    |       |
| 7. August  | Jean Spiropoulos                              | griechischer Jurist und Richter am Internationalen Gerichtshof                                          | 75    |       |
| 8. August  | Ludwig Kielleuthner                           | deutscher Urologe                                                                                       | 96    |       |
| 8. August  | Eddie Machen                                  | US-amerikanischer Boxer                                                                                 | 40    |       |
| 8. August  | Willy Richartz                                | deutscher Komponist und Dirigent                                                                        | 71    |       |
| 9. August  | Barbara Borsinger                             | Schweizer Krankenschwester und Flüchtlingshelferin in Genf                                              |       |       |
| 9. August  | Hubert Caldwell                               | US-amerikanischer Ruderer                                                                               | 64    |       |
| 9. August  | André Ekyan                                   | französischer Jazzmusiker                                                                               | 64    |       |
| 9. August  | Hans Gronewald                                | deutscher Drogist und Politiker (NSDAP), MdR                                                            | 79    |       |
| 9. August  | Bernhard Nordh                                | schwedischer Abenteurer und Autor                                                                       | 72    |       |
| 9. August  | Sıddık Sami Onar                              | türkischer Staats- und Verwaltungsrechtler, erster gewählter Rektor der Universität Istanbul            |       |       |
| 9. August  | Ernst von Salomon                             | deutscher Schriftsteller und Drehbuchautor                                                              | 69    |       |
| 9. August  | Franz-Josef Wagner                            | deutscher Pädagoge und Kirchenkomponist                                                                 | 87    |       |
| 9. August  | Reginald Watson-Jones                         | britischer Chirurg und Herausgeber                                                                      | 70    |       |
| 10. August | Hilda Crozzoli                                | österreichische Baumeisterin und Bauingenieur                                                           | 71    |       |
| 10. August | Ernst Heller                                  | Schweizer Bildhauer                                                                                     | 78    |       |
| 10. August | Walter Körte                                  | deutscher Architekt, Baubeamter und Hochschullehrer                                                     | 78    |       |
| 10. August | Hermann Liese                                 | deutscher Hauptschriftleiter                                                                            | 65    |       |
| 10. August | Heinrich Meng                                 | deutsch-schweizerischer Psychoanalytiker                                                                | 85    |       |
| 10. August | Heinrich Middendorf                           | deutscher katholischer Ordensgeistlicher                                                                | 73    |       |
| 10. August | José Miró Cardona                             | kubanischer Anwalt und Politiker                                                                        | 69    |       |
| 11. August | Albrecht Aschoff                              | deutscher Politiker (DVP, NSDAP, FDP), MdB, MdEP                                                        | 73    |       |
| 11. August | José Cruz Herrera                             | spanischer Maler                                                                                        | 81    |       |
| 11. August | Józef Lange                                   | polnischer Radsportler                                                                                  | 75    |       |
| 11. August | Artur Petzoldt                                | deutscher Jurist, Präsident der Bundesbahndirektion Hamburg                                             | 64    |       |
| 11. August | Karl Röhrig                                   | deutscher Porzellangestalter, Medailleur und Bildhauer                                                  | 86    |       |
| 11. August | Rose Schneiderman                             | US-amerikanische Gewerkschafterin                                                                       | 90    |       |
| 11. August | Max Theiler                                   | südafrikanisch-US-amerikanischer Biologe                                                                | 73    |       |
| 11. August | Alfredo Viola                                 | uruguayischer Geistlicher, Bischof von Salto                                                            | 79    |       |
| 11. August | William F. Webb                               | australischer Richter, unter anderem Vorsitzender bei den Tokioter Prozessen                            | 85    |       |
| 11. August | Jan Weyssenhoff                               | polnischer Physiker                                                                                     | 82    |       |
| 12. August | Johannes Friedrich                            | deutscher Altorientalist                                                                                | 78    |       |
| 12. August | Erna Künast                                   | deutsche Dichterin                                                                                      | 60    |       |
| 12. August | Josef Steeger                                 | deutscher Politiker (CDU), MdL                                                                          | 89    |       |
| 13. August | Hans von Benda                                | deutscher Dirigent, Musikredakteur und Offizier                                                         | 83    |       |
| 13. August | Armand Burtin                                 | französischer Leichtathlet                                                                              | 75    |       |
| 13. August | Franziska Gaal                                | ungarische Schauspielerin                                                                               | 69    |       |
| 13. August | Robert Ganse                                  | deutscher Gynäkologe und 1951/52 Mitglied des sächsischen Landtags                                      | 63    |       |
| 13. August | Jan Löwenbach                                 | tschechischer Schriftsteller, Übersetzer und Diplomat                                                   | 92    |       |
| 13. August | Carl Malmsten                                 | Architekt und Designer                                                                                  | 83    |       |
| 13. August | Ralph Tyler Smith                             | US-amerikanischer Politiker                                                                             | 56    |       |
| 13. August | Patrick Waltz                                 | US-amerikanischer Film- und Fernseh Schauspieler                                                        | 47    |       |
| 14. August | Pierre Brasseur                               | französischer Schauspieler                                                                              | 66    |       |
| 14. August | Marguerite Cavadaski                          | französisch-schweizerische Schauspielerin und Theaterleiterin                                           | 66    |       |
| 14. August | Roland Crandall                               | US-amerikanischer Zeichner von Zeichentrickfilmen                                                       | 79    |       |
| 14. August | Hanns Wilhelm Eppelsheimer                    | deutscher Bibliothekar und Literaturwissenschaftler                                                     | 81    |       |
| 14. August | Paolo Giobbe                                  | italienischer Geistlicher, vatikanischer Diplomat und Kurienkardinal                                    | 92    |       |
| 14. August | Eugen Kauffmann                               | deutscher Ingenieur und Unternehmer                                                                     | 90    |       |
| 14. August | Alexander Iljitsch Leipunski                  | sowjetischer Physiker                                                                                   | 68    |       |
| 14. August | Oscar Levant                                  | US-amerikanischer Komponist                                                                             | 65    |       |
| 14. August | Manolo Millares                               | spanischer Maler und Künstler                                                                           | 46    |       |
| 14. August | Gertrud Nüsken                                | deutsche Schachspielerin                                                                                | 54    |       |
| 14. August | Jules Romains                                 | französischer Romancier und Polygraph                                                                   | 86    |       |
| 14. August | Theodor Wessels                               | deutscher Staats- und Wirtschaftswissenschaftler                                                        | 70    |       |
| 14. August | Rudolf Wiesener                               | deutscher Politiker (KPD, KPO, KPD), MdL                                                                | 73    |       |
| 15. August | Frieda Hauke                                  | deutsche Politikerin (SPD), MdR                                                                         | 82    |       |
| 15. August | Maria Hrebinetska                             | ukrainisch-amerikanische Sängerin und Musikpädagogin                                                    | ≈89   |       |
| 15. August | Hermann Hinrich Krudop                        | deutscher Politiker (DP)                                                                                | 83    |       |
| 15. August | Josef Rauch                                   | österreichischer Politiker (CS, ÖVP), Landtagsabgeordneter von Vorarlberg                               | 73    |       |
| 15. August | Reginald Uba                                  | estnischer Mittelstreckenläufer                                                                         | 61    |       |
| 15. August | Gerhard Völker                                | deutscher Politiker (FDP), MdL                                                                          | 67    |       |
| 16. August | John Barnes Chance                            | US-amerikanischer Komponist                                                                             | 39    |       |
| 16. August | Dulcie Deamer                                 | neuseeländisch-australische Schauspielerin, Journalistin und Schriftstellerin                           | 81    |       |
| 16. August | Alexander Landgraf                            | deutscher Jurist, Gestapo-Mitarbeiter und SS-Führer                                                     | 66    |       |
| 16. August | Martim Mércio da Silveira                     | brasilianischer Fußballnationalspieler                                                                  | 61    |       |
| 16. August | Ernst Erich Müller                            | österreichischer Maler                                                                                  | 59    |       |
| 16. August | Frans Nols                                    | niederländischer bildender Künstler                                                                     | 51    |       |
| 16. August | Mohammed Oufkir                               | marokkanischer Politiker, Innen- und Verteidigungsminister von Marokko                                  | 51    |       |
| 17. August | Alfred Brunner                                | Schweizer Chirurg                                                                                       | 81    |       |
| 17. August | Heinz Huppertz                                | deutscher Jazz- und Unterhaltungsmusiker (Violine, Klavier, Orchesterleiter)                            | 70    |       |
| 17. August | Georg Madelung                                | deutscher Flugzeugtechniker und Bombenspezialist im Dritten Reich                                       | 83    |       |
| 17. August | Theodor Milberg                               | deutscher Landwirt, Gutsbesitzer und Politiker (DNVP), MdL                                              | 83    |       |
| 17. August | John Murphy                                   | US-amerikanischer Leichtathlet                                                                          | 77    |       |
| 17. August | Alexander Sacher-Masoch                       | österreichischer Schriftsteller                                                                         | 70    |       |
| 17. August | Alexander Walentinowitsch Wampilow            | sowjetischer Schriftsteller und Dramatiker                                                              | 34    |       |
| 18. August | Jakob Ballensiefen                            | deutscher Politiker (Zentrum, CDU), MdL                                                                 | 75    |       |
| 18. August | Helen Kirkpatrick Watts                       | englisch-britische Suffragette                                                                          | 91    |       |
| 19. August | Leonhard Baumeister                           | deutscher Politiker (CSU), MdL                                                                          | 67    |       |
| 19. August | Karl Broschko                                 | deutscher Politiker (SPD), MdL                                                                          | 72    |       |
| 19. August | Roger K. Furse                                | britischer Kostüm- und Szenenbildner                                                                    | 68    |       |
| 19. August | Otto Manigk                                   | deutscher Maler                                                                                         | 70    |       |
| 19. August | Anna Morawska                                 | polnische Publizistin, Übersetzerin und Schriftstellerin                                                | 50    |       |
| 19. August | Leopold Reitz                                 | deutscher Schriftsteller                                                                                | 83    |       |
| 19. August | Walter Schulte                                | deutscher Psychiater                                                                                    | 62    |       |
| 19. August | Tony Taylor                                   | australischer Vulkanologe                                                                               | 54    |       |
| 20. August | Franz Böning                                  | deutscher Politiker (KPD), MdL                                                                          | 75    |       |
| 20. August | Jan Dhondt                                    | belgischer Historiker                                                                                   | 57    |       |
| 20. August | Walther Flaig                                 | deutsch-österreichischer Alpenpublizist und Bergsteiger                                                 | 79    |       |
| 20. August | Hans Fusban                                   | deutscher Jurist und Manager der Montanindustrie                                                        | 87    |       |
| 20. August | Juan Manuel Gálvez Durón                      | Präsident von Honduras                                                                                  | 85    |       |
| 20. August | Carol Karp                                    | US-amerikanische Logikerin                                                                              | 46    |       |
| 20. August | Drahomír Kolder                               | tschechoslowakischer kommunistischer Politiker                                                          | 46    |       |
| 20. August | Hermann Okraß                                 | deutscher Journalist und Zeitungsredakteur                                                              | 66    |       |
| 20. August | Anne Reibstein-Albrecht                       | deutsche Malerin und Illustratorin                                                                      | 82    |       |
| 21. August | Harold R. Stark                               | Admiral der United States Navy und achter Chief of Naval Operations                                     | 91    |       |
| 21. August | Heinz Ziegler                                 | deutscher Offizier, zuletzt General der Artillerie im Zweiten Weltkrieg                                 | 78    |       |
| 22. August | William Eastcott                              | kanadischer Sportschütze                                                                                | 88    |       |
| 22. August | Axel Poulsen                                  | dänischer Bildhauer                                                                                     | 84    |       |
| 22. August | Ștefan Procopiu                               | rumänischer Physiker                                                                                    | 82    |       |
| 22. August | Ángel Romano                                  | uruguayischer Fußballspieler                                                                            | 79    |       |
| 22. August | Otto von der Schulenburg                      | deutscher Jurist und Politiker                                                                          | 84    |       |
| 23. August | Balys Dvarionas                               | litauischer Komponist, Pianist und Dirigent                                                             | 68    |       |
| 23. August | Wilhelm Gebauer                               | österreichischer Feldmarschalleutnant                                                                   | 90    |       |
| 23. August | Maiola Kalili                                 | US-amerikanischer Schwimmer                                                                             | 62    |       |
| 23. August | Arthur Russell                                | britischer Leichtathlet                                                                                 | 86    |       |
| 23. August | Hugo Wetli                                    | Schweizer Maler, Grafiker, Lithograf, Zeichner und Illustrator                                          | 56    |       |
| 24. August | Don Byas                                      | US-amerikanischer Jazz-Tenorsaxophonist                                                                 | 59    |       |
| 24. August | Georg Draheim                                 | deutscher Ökonom, Professor für Wirtschaftswissenschaft                                                 | 68    |       |
| 24. August | Stanley Hillier                               | englischer Fußballspieler und -trainer                                                                  | 72    |       |
| 24. August | Leo Leuppi                                    | Schweizer Maler, Grafiker und Plastiker                                                                 | 79    |       |
| 24. August | Lucien Rebatet                                | französischer Journalist und Schriftsteller                                                             | 68    |       |
| 24. August | Emmanuel Sougez                               | französischer Fotograf und Autor                                                                        | 83    |       |
| 24. August | John E. Walsh                                 | US-amerikanischer Statistiker                                                                           | 53    |       |
| 24. August | Richard Wendler                               | deutscher nationalsozialistischer Politiker                                                             | 74    |       |
| 25. August | Robert F. Denzler                             | Schweizer Dirigent und Komponist                                                                        | 80    |       |
| 25. August | Kurt Ihlenfeld                                | deutscher Pfarrer und Schriftsteller                                                                    | 71    |       |
| 25. August | Hermann Klens                                 | deutscher Geistlicher und Generalpräses des Zentralverbandes der Frauen- und Müttervereine Deutschlands | 91    |       |
| 25. August | Adolf Klingshirn                              | deutscher Maler und Graphiker                                                                           | 82    |       |
| 25. August | Max Köglmaier                                 | deutscher NS-Funktionär und SA-Führer                                                                   | 70    |       |
| 25. August | Magnus Konow                                  | norwegischer Segler                                                                                     | 84    |       |
| 25. August | Willy Mommer                                  | belgischer Dirigent, Komponist und Kulturmanager                                                        | 50    |       |
| 25. August | Juan Carlos Paz                               | argentinischer Komponist                                                                                | 75    |       |
| 25. August | Mario Petrucci                                | italienisch-österreichischer Bildhauer                                                                  | 79    |       |
| 25. August | Helmut Sündermann                             | deutscher Journalist und NS-Propagandist, Gründer des rechtsextremen Druffel-Verlags                    | 61    |       |
| 26. August | Francis Chichester                            | britischer Weltumsegler und Luftfahrer                                                                  | 70    |       |
| 26. August | Albert Hoffmann                               | deutscher Kaufmann und Politiker (NSDAP), MdR, Gauleiter                                                | 64    |       |
| 26. August | Michael Neuhofer                              | österreichischer Politiker (CSP), Abgeordneter zum Nationalrat                                          | 84    |       |
| 26. August | Ludwig Peetz                                  | deutscher Richter                                                                                       | 79    |       |
| 26. August | Lothar Poßner                                 | deutscher Maschinenbauingenieur und Hochschullehrer                                                     | 75    |       |
| 26. August | Dieter Spoerry                                | Schweizer Automobilrennfahrer                                                                           | 35    |       |
| 26. August | Oskar Wacker                                  | deutscher Politiker (Zentrum, CDU), MdL, MdB                                                            | 73    |       |
| 26. August | Wilhelm Webels                                | deutscher Arzt, Maler und Bildhauer                                                                     | 75    |       |
| 27. August | Angelo Dell’Acqua                             | italienischer Geistlicher, Kardinal der römisch-katholischen Kirche                                     | 68    |       |
| 27. August | Franz Kohlhaupt                               | deutscher Bergsteiger und Arzt                                                                          | 79    |       |
| 27. August | Helmuth Niendorf                              | deutscher Maurermeister, Gewerkschaftsmitarbeiter und Kommunalpolitiker der SPD                         | 76    |       |
| 27. August | Albert Wellek                                 | deutscher Psychologe                                                                                    | 67    |       |
| 28. August | Hans Achenbach                                | deutscher Maler, Grafiker, Zeichner, Holzschneider und Illustrator                                      | 81    |       |
| 28. August | Edward Delos Churchill                        | US-amerikanischer Mediziner                                                                             | 76    |       |
| 28. August | Franz Ernst                                   | deutscher Jurist, Generalrichter der Luftwaffe der Wehrmacht                                            | 81    |       |
| 28. August | William of Gloucester                         | britischer Adeliger, Mitglied des britischen Königshauses und Enkel von König Georg V.                  | 30    |       |
| 28. August | Harry Gold                                    | US-amerikanischer Chemielaborant und Spion                                                              | 60    |       |
| 28. August | Gustaf Grönberger                             | schwedischer Arzt und Tauzieher                                                                         | 90    |       |
| 28. August | William S. Hill                               | US-amerikanischer Politiker                                                                             | 86    |       |
| 28. August | Martha Novelly                                | deutsche Schauspielerin                                                                                 | 83    |       |
| 28. August | Rudolf Pehle                                  | deutscher Jurist und Senatspräsident am Bundesgerichtshof                                               | 62    |       |
| 29. August | Lale Andersen                                 | deutsche Sängerin und Schauspielerin                                                                    | 67    |       |
| 29. August | Magnus von Braun                              | deutscher Jurist und Politiker (DNVP), Reichsminister                                                   | 94    |       |
| 29. August | Edward Glaser                                 | US-amerikanischer Romanist, Hispanist und Lusitanist                                                    | 53    |       |
| 29. August | Herta Ilk                                     | deutsche Politikerin (FDP), MdB                                                                         | 69    |       |
| 29. August | Jan Kreczmar                                  | polnischer Schauspieler und Theaterregisseur                                                            | 64    |       |
| 29. August | René Leibowitz                                | französischer Komponist, Dirigent, Schriftsteller und Musikpädagoge                                     | 59    |       |
| 29. August | Heinrich Meier                                | deutscher Politiker (CSU) und bayerischer Landtagsabgeordneter                                          | 74    |       |
| 29. August | Eugen Meyer                                   | deutscher Historiker                                                                                    | 79    |       |
| 29. August | Ernst Schauss                                 | deutscher Politiker (FDP), MdL                                                                          | 66    |       |
| 30. August | Lucien Gamblin                                | französischer Fußballspieler, -funktionär und Journalist                                                | 82    |       |
| 30. August | Harold Handley                                | US-amerikanischer Politiker                                                                             | 62    |       |
| 30. August | Joseph Maria Lutz                             | deutscher Schriftsteller                                                                                | 79    |       |
| 30. August | Carl Otto Rothweiler                          | deutscher Manager                                                                                       | 87    |       |
| 30. August | Willy Schwabacher                             | deutscher Numismatiker                                                                                  | 75    |       |
| 31. August | Henri Fierz                                   | Schweizer Flugzeugkonstrukteur und Unternehmer                                                          | 74    |       |
| 31. August | Arthur Möller                                 | deutscher Bildhauer und Porzellanmodelleur                                                              | 86    |       |
| 31. August | Andrés Pardo Tovar                            | kolumbianischer Soziologe, Musikethnologe und Folklorist                                                | 61    |       |
| 31. August | Hideo Shiraki                                 | japanischer Jazzmusiker                                                                                 | 39    |       |

## September
| Tag           | Name                                      | Beruf, bekannt als                                                                                              | Alter | Beleg |
| ------------- | ----------------------------------------- | --- | ----- | ----- |
| 1. September  | May Aufderheide                           | amerikanische Ragtimekomponistin                                                                                | 84    |       |
| 1. September  | Fred C. Gartner                           | US-amerikanischer Politiker                                                                                     | 76    |       |
| 1. September  | Hans Haußmann                             | deutscher Hockeyspieler                                                                                         | 72    |       |
| 1. September  | Wilson Kohlbrecher                        | deutscher Boxer                                                                                                 | 53    |       |
| 1. September  | Tor Lund                                  | norwegischer Turner                                                                                             | 84    |       |
| 1. September  | Ernst Philipp Stadelmann                  | deutscher Maler                                                                                                 | 78    |       |
| 1. September  | Kimball Young                             | US-amerikanischer Sozialpsychologe und Soziologe                                                                | 78    |       |
| 1. September  | Hans Zesch-Ballot                         | deutscher Schauspieler und Regisseur                                                                            | 76    |       |
| 2. September  | Marinus Anton Donk                        | niederländischer Botaniker und Mykologe                                                                         | 64    |       |
| 2. September  | Josef Fischenich                          | preußischer Verwaltungsjurist und Landrat                                                                       | 87    |       |
| 2. September  | Walter Frey                               | Schweizer Internist                                                                                             | 88    |       |
| 2. September  | Kurt Graaf                                | deutscher SS-Sturmbannführer                                                                                    | 63    |       |
| 2. September  | John Hutchinson                           | britischer Botaniker                                                                                            | 88    |       |
| 2. September  | Iwan Stepanowitsch Jumaschew              | sowjetischer Seekriegsminister (1950–1951) und Admiral                                                          | 76    |       |
| 2. September  | Karl Josef Silberbauer                    | österreichischer SS-Oberscharführer, verantwortlich für Verhaftung Anne Franks                                  | 61    |       |
| 3. September  | Carl Bussow                               | Mitglied der Hamburgischen Bürgerschaft (KPD)                                                                   | 85    |       |
| 3. September  | Hans Georg Calmeyer                       | deutscher Rechtsanwalt, Judenretter                                                                             | 69    |       |
| 3. September  | Otto Fricke                               | deutscher Jurist, Unternehmer und Politiker (CDU), MdL                                                          | 70    |       |
| 3. September  | Hans Fritzsche                            | schweizerischer Rechtswissenschaftler                                                                           | 90    |       |
| 3. September  | Karl Golikow                              | deutscher Bergsteiger                                                                                           | 37    |       |
| 3. September  | Georg Walter Rössner                      | deutscher Maler und Graphiker                                                                                   | 87    |       |
| 4. September  | Ulysses Grant Dubach                      | US-amerikanischer Politikwissenschaftler                                                                        | 91    |       |
| 4. September  | Ellsworth Hoagland                        | US-amerikanischer Filmeditor                                                                                    | 80    |       |
| 4. September  | Aage Jørgensen                            | dänischer Turner                                                                                                | 72    |       |
| 4. September  | Hans Lachmund                             | deutscher Jurist, Politiker und Widerstandskämpfer gegen den Nationalsozialismus                                | 80    |       |
| 4. September  | James Aloysius McNulty                    | römisch-katholischer Geistlicher und Bischof von Buffalo                                                        | 72    |       |
| 4. September  | Stanisław Milski                          | polnischer Schauspieler und Regisseur                                                                           | 75    |       |
| 4. September  | Jules Monsallier                          | französischer Fußballspieler                                                                                    | 65    |       |
| 5. September  | Ely Jacques Kahn                          | US-amerikanischer Architekt                                                                                     | 88    |       |
| 5. September  | Fritz Kehler                              | deutscher Gewerkschafter                                                                                        | 83    |       |
| 5. September  | Herbert Ott                               | deutscher Politiker (LDPD), MdV                                                                                 | 44    |       |
| 5. September  | Josef Romano                              | israelischer Gewichtheber, Mordopfer palästinensischer Terroristen                                              | 32    |       |
| 5. September  | Tadeusz Ważewski                          | polnischer Mathematiker                                                                                         | 75    |       |
| 5. September  | Mosche Weinberg                           | israelischer Trainer der israelischen Olympiaringermannschaft (1972), Mordopfer palästinensischer Terroristen   | 32    |       |
| 6. September  | David Mark Berger                         | US-amerikanisch-israelischer Gewichtheber, Opfer des Olympiaattentates 1972                                     | 28    |       |
| 6. September  | Ludwig Bergér                             | deutscher Jurist und Politiker                                                                                  | 85    |       |
| 6. September  | Paul Bräcklein                            | deutscher Polizist und Mundartdichter des westlichen Erzgebirges                                                | 89    |       |
| 6. September  | Ze'ev Friedman                            | israelischer Gewichtheber, der beim Olympiaattentat starb                                                       | 28    |       |
| 6. September  | Yossef Gutfreund                          | israelischer Ringer und Kampfrichter, Mitglied der israelischen Olympiamannschaft (1972)                        | 40    |       |
| 6. September  | Eliezer Halfin                            | israelischer Ringer, Mitglied der israelischen Olympiaringermannschaft (1972)                                   | 24    |       |
| 6. September  | Wiktor Iwtschenko                         | sowjetischer Filmregisseur                                                                                      | 59    |       |
| 6. September  | Allauddin Khan                            | indischer Sarodspieler und Komponist                                                                            | 109   |       |
| 6. September  | Antenor Nascentes                         | brasilianischer Romanist, Lusitanist, Hispanist, Didaktiker, Grammatiker und Lexikograf                         | 86    |       |
| 6. September  | Peter Raule                               | Präsident des Sparkassen- und Giroverbandes in Baden (1945–1956) und Abgeordneter im Badischen Landtag (1947... | 81    |       |
| 6. September  | Amitzur Schapira                          | israelischer Leichtathletiktrainer, Mordopfer palästinensischer Terroristen                                     | 40    |       |
| 6. September  | Kehat Shorr                               | israelischer Sportschütze, Trainer der israelischen Sportschützen bei den Olympischen Sommerspielen 1972, Mo... | 53    |       |
| 6. September  | Mark Slavin                               | israelisch-russischer Ringer, Mitglied der israelischen Olympiaringermannschaft (1972), Mordopfer palästinen... | 18    |       |
| 6. September  | André Spitzer                             | israelischer Fechter und Trainer, Mordopfer palästinensischer Terroristen                                       | 27    |       |
| 6. September  | Yakov Springer                            | israelischer Kampfrichter, Mitglied der israelischen Olympiamannschaft 1972, Mordopfer palästinensischer Ter... |       |       |
| 7. September  | Milton Carruth                            | US-amerikanischer Filmeditor                                                                                    | 73    |       |
| 7. September  | Emil Kraus                                | Oberbürgermeister von Mainz                                                                                     | 79    |       |
| 7. September  | Friedrich Lenz                            | deutscher Hydrobiologe und Limnologe                                                                            | 82    |       |
| 7. September  | Friedrich Christian von Plettenberg       | deutscher Weingutbesitzer                                                                                       | 89    |       |
| 7. September  | Walter Plöbst                             | deutscher Klassischer Philologe und Bibliothekar                                                                | 87    |       |
| 8. September  | Isidor Alfred Amreich                     | österreichischer Gynäkologe                                                                                     | 87    |       |
| 8. September  | Karl Fichtner                             | deutscher Politiker (NPD), MdBB                                                                                 | 66    |       |
| 8. September  | Ernst Holzinger                           | deutscher Kunsthistoriker und Kurator                                                                           | 71    |       |
| 8. September  | Warren Paoa Kealoha                       | US-amerikanischer Schwimmer                                                                                     | 69    |       |
| 8. September  | Kurt Kempin                               | deutscher Maler und Bühnenbildner                                                                               | 98    |       |
| 8. September  | Harry Steel                               | US-amerikanischer Ringer                                                                                        | 73    |       |
| 9. September  | Erich-Alexander Winds                     | deutscher Regisseur und Schauspieler                                                                            | 71    |       |
| 9. September  | Sarah Winstedt                            | irische Ärztin                                                                                                  | 86    |       |
| 10. September | Raymond Deonna                            | Schweizer Politiker (LPS)                                                                                       | 61    |       |
| 10. September | Tibor Eckhardt                            | ungarischer Politiker                                                                                           | 83    |       |
| 10. September | Friedrich Keim                            | deutscher Schriftsteller                                                                                        | 88    |       |
| 10. September | Robert Ramspeck                           | US-amerikanischer Politiker                                                                                     | 82    |       |
| 10. September | Edmund Schuchardt                         | deutscher Architekt und Innenarchitekt                                                                          | 83    |       |
| 10. September | George R. Swift                           | US-amerikanischer Politiker (Demokratische Partei)                                                              | 84    |       |
| 10. September | Toni Ulmer                                | österreichischer Politiker (VF)                                                                                 | 78    |       |
| 11. September | Karl Dungs                                | deutscher Pfarrer                                                                                               | 71    |       |
| 11. September | Max Fleischer                             | US-amerikanischer Trickfilmproduzent                                                                            | 89    |       |
| 11. September | Johannes de Groot                         | niederländischer Mathematiker                                                                                   | 58    |       |
| 11. September | Franz Hayler                              | deutscher Politiker (NSDAP), MdR, Staatssekretär und stellvertretender Wirtschaftsminister im Reichsminister... | 72    |       |
| 11. September | Moosa Ismail Meer                         | südafrikanischer Journalist und Zeitungsverleger                                                                |       |       |
| 11. September | Karl Maria Stepan                         | österreichischer Politiker                                                                                      | 78    |       |
| 11. September | Adolf Vögel                               | österreichischer Politiker (CS, ÖVP), Landtagsabgeordneter, Mitglied des Bundesrates                            | 81    |       |
| 12. September | William Boyd                              | US-amerikanischer Schauspieler                                                                                  | 77    |       |
| 12. September | George Eliasberg                          | deutscher Journalist                                                                                            | 66    |       |
| 12. September | Oskar Larsen                              | österreichischer Historien- und Genremaler sowie Grafiker                                                       | 90    |       |
| 12. September | Paul Sack                                 | deutscher Maurer, Ehrenbürger Stralsunds und Politiker (FDGB), MdV                                              | 84    |       |
| 12. September | Reg Stanway                               | englischer Fußballspieler                                                                                       | 80    |       |
| 13. September | Georg Bosbach                             | deutscher Fußballspieler                                                                                        | 18    |       |
| 13. September | Christoph Dörr                            | deutscher Politiker (FDP), MdL                                                                                  | 71    |       |
| 13. September | Herbert Lippschütz                        | deutscher Filmarchitekt, Filmproduzent und Drehbuchautor                                                        | 68    |       |
| 13. September | Antoni Teslar                             | polnischer Maler                                                                                                | 74    |       |
| 14. September | Augustin Beauverger                       | französischer Politiker, Mitglied der Nationalversammlung                                                       | 62    |       |
| 14. September | Florian Bosch                             | deutscher Bildnis- und Landschaftsmaler und Vertreter der Neuen Sachlichkeit                                    | 71    |       |
| 14. September | Louise Boyd                               | US-amerikanische Polarforscherin und Grönlandforscherin                                                         | 84    |       |
| 14. September | Arnaldo Carli                             | italienischer Radrennfahrer                                                                                     | 71    |       |
| 14. September | Lane Chandler                             | US-amerikanischer Schauspieler                                                                                  | 73    |       |
| 14. September | William Tibertus McCarty                  | US-amerikanischer Ordensgeistlicher, römisch-katholischer Bischof von Rapid City                                | 83    |       |
| 14. September | Oddmund Myklebust                         | norwegischer Politiker (Senterpartiet), Minister und Fischer                                                    | 57    |       |
| 15. September | Ásgeir Ásgeirsson                         | zweiter Präsident Islands                                                                                       | 78    |       |
| 15. September | Geoffrey Fisher                           | Erzbischof von Canterbury                                                                                       | 85    |       |
| 15. September | Christian Franke                          | deutscher Unternehmer und Politiker (NSDAP), MdR                                                                | 81    |       |
| 15. September | Carl Gross                                | deutscher Maler und Grafiker                                                                                    | 69    |       |
| 15. September | Erwin Hagedorn                            | deutscher Sexualstraftäter und mehrfacher Kindermörder                                                          | 20    |       |
| 15. September | Margarete Hallervorden                    | deutsche Politikerin (SPD), Mitglied der Stadtverordnetenversammlung von Groß-Berlin                            | 85    |       |
| 15. September | H. Kent Hewitt                            | US-amerikanischer Admiral                                                                                       | 85    |       |
| 15. September | Josef Lauxtermann                         | Widerstandskämpfer                                                                                              | 74    |       |
| 15. September | Hubert Parker, Baron Parker of Waddington | britischer Jurist                                                                                               | 72    |       |
| 16. September | Edgar Blanchard                           | amerikanischer Rhythm-and-Blues-Musiker                                                                         | 48    |       |
| 16. September | Ottokar Gräbner                           | deutscher Maler, Grafiker und Bildhauer                                                                         | 68    |       |
| 16. September | Jan de Natris                             | niederländischer Fußballspieler                                                                                 | 76    |       |
| 17. September | William Fitts Ryan                        | US-amerikanischer Offizier, Jurist und Politiker                                                                | 50    |       |
| 17. September | Konstantin Iwanowitsch Skrjabin           | russisch-sowjetischer Tierarzt und Parasitologe                                                                 | 92    |       |
| 17. September | Thomas L. Sprague                         | Admiral der United States Navy während des Zweiten Weltkriegs                                                   | 77    |       |
| 17. September | Lloyd C. Stark                            | US-amerikanischer Politiker                                                                                     | 85    |       |
| 17. September | Akim Tamiroff                             | russisch-amerikanischer Schauspieler armenischer Herkunft                                                       | 72    |       |
| 18. September | Leo Bauer                                 | deutscher Politiker (KPD, SED, SPD), MdL                                                                        | 59    |       |
| 18. September | Per Bertilsson                            | schwedischer Turner                                                                                             | 81    |       |
| 18. September | Robert Faesi                              | Schweizer Germanist und Schriftsteller                                                                          | 89    |       |
| 18. September | Bohuslav Fuchs                            | tschechischer Architekt und Stadtplaner                                                                         | 77    |       |
| 18. September | Fritz Glarner                             | schweizerisch-US-amerikanischer Maler                                                                           | 73    |       |
| 19. September | Robert Casadesus                          | französischer Pianist, Klavierlehrer und Komponist                                                              | 73    |       |
| 19. September | Ottomar Haxsen                            | deutscher Politiker (DP/CDU), MdL                                                                               | 73    |       |
| 19. September | Otto Koch                                 | deutscher Reformpädagoge                                                                                        | 86    |       |
| 19. September | Ernst Oberdörster                         | deutscher Widerstandskämpfer und Parteifunktionär (SPD/KPD/SED)                                                 | 84    |       |
| 19. September | Heinrich Schaidreiter                     | österreichischer Politiker (ÖVP), Landtagsabgeordneter, Mitglied des Bundesrates                                | 87    |       |
| 19. September | Otto Waterstradt                          | deutscher Bürgermeister und Museumsgründer                                                                      | 83    |       |
| 19. September | Paul Wernert                              | französischer Paläontologe und Paläo-Ethnologe                                                                  | 82    |       |
| 19. September | Franciszek Znamirowski                    | Major der polnischen Armee und Maler                                                                            | 78    |       |
| 20. September | Wolfgang Friedmann                        | deutsch-amerikanischer Jurist im Bereich des internationalen Wirtschaftsrechts                                  | 65    |       |
| 20. September | Hermann Geibel                            | deutscher Bildhauer und Hochschullehrer                                                                         | 83    |       |
| 20. September | Pierre-Henri Simon                        | französischer Autor, Journalist, Romanist und Literaturwissenschaftler                                          | 69    |       |
| 20. September | Guregh Hovhannes Zohrabian                | Weihbischof der Armenisch-katholischen Kirche                                                                   | 91    |       |
| 21. September | Albert Beier                              | deutscher Fußballspieler                                                                                        | 71    |       |
| 21. September | Wilhelm Facklam                           | deutscher Landschaftsmaler                                                                                      | 79    |       |
| 21. September | Rudolf Hoyos-Sprinzenstein                | österreichischer Politiker und Großgrundbesitzer                                                                | 88    |       |
| 21. September | Henry de Montherlant                      | französischer Schriftsteller                                                                                    | 77    |       |
| 22. September | Max Dehnert                               | deutscher Komponist und Schriftsteller                                                                          | 79    |       |
| 22. September | Benedicto Kiwanuka                        | ugandischer Politiker                                                                                           | 50    |       |
| 22. September | Francesco von Mendelssohn                 | deutscher Cellist und Kunstsammler                                                                              | 71    |       |
| 22. September | Artur Rother                              | deutscher Dirigent                                                                                              | 86    |       |
| 23. September | Theodor Auer                              | deutscher Botschafter                                                                                           | 73    |       |
| 23. September | Gerard Boedijn                            | niederländischer Komponist                                                                                      | 78    |       |
| 23. September | Clarence R. Huebner                       | US-amerikanischer Generalleutnant                                                                               | 83    |       |
| 23. September | Paul Hundrieser                           | deutscher Jurist und Landrat                                                                                    | 91    |       |
| 23. September | Hugh Southern Stephenson                  | britischer Botschafter                                                                                          | 65    |       |
| 23. September | Paul Tutmarc                              | US-amerikanischer Musiker und Erfinder                                                                          | 76    |       |
| 24. September | Séverin Bays                              | Schweizer Mathematiker und Politiker (CVP)                                                                      | 87    |       |
| 24. September | Alfred von Buttlar-Moscon                 | österreichischer Schriftsteller, Lyriker und Übersetzer                                                         | 73    |       |
| 24. September | Nicholas Christofilos                     | griechisch-US-amerikanischer Physiker                                                                           | 55    |       |
| 24. September | Adriaan Daniël Fokker                     | niederländischer Physiker, Musiker und Komponist                                                                | 85    |       |
| 24. September | Karl Ledersteger                          | österreichischer Geodät                                                                                         | 71    |       |
| 24. September | Bruno Rüger                               | deutscher Gospieler                                                                                             | 86    |       |
| 25. September | Eleanor Glueck                            | US-amerikanische Kriminologin                                                                                   | 74    |       |
| 25. September | Alfred Kalmus                             | österreichisch-britischer Musikverleger                                                                         | 83    |       |
| 25. September | Aleksander Kobzdej                        | polnischer Maler, Bühnenbildner und Architekt                                                                   | 52    |       |
| 25. September | Leon Körner                               | kanadischer Unternehmer                                                                                         | 80    |       |
| 25. September | Fritz Kühlwein                            | deutscher Offizier, zuletzt Generalleutnant                                                                     | 79    |       |
| 25. September | Angelika Merkelbach-Pinck                 | deutsche Volkskundlerin                                                                                         | 87    |       |
| 25. September | Alejandra Pizarnik                        | argentinische Dichterin und Schriftstellerin                                                                    | 36    |       |
| 25. September | Friedrich Schröder                        | deutscher Komponist                                                                                             | 62    |       |
| 26. September | Gottlieb Branz                            | deutscher Bibliothekar, Kommunalpolitiker (SPD) und Widerstandskämpfer                                          | 76    |       |
| 26. September | Josef Deér                                | ungarischer Historiker                                                                                          | 67    |       |
| 26. September | Robert Emmett Dolan                       | US-amerikanischer Filmkomponist, Musikdirektor und Filmproduzent                                                | 66    |       |
| 26. September | Emilia Fogelklou                          | schwedische Theologin und Schriftstellerin                                                                      | 94    |       |
| 26. September | Antonio García y Bellido                  | spanischer Klassischer Archäologe                                                                               | 70    |       |
| 26. September | Heinrich Kronstein                        | deutscher Jurist, Rechtsanwalt und Hochschullehrer                                                              | 75    |       |
| 26. September | Karl Müller                               | deutscher SED-Funktionär                                                                                        | 68    |       |
| 26. September | Karl-Lothar Schulz                        | deutscher Offizier, zuletzt Generalmajor im Zweiten Weltkrieg                                                   | 65    |       |
| 26. September | Eugene Spiro                              | deutsch-amerikanischer Maler und Grafiker                                                                       | 98    |       |
| 27. September | Martha Angerstein                         | deutsche Schauspielerin                                                                                         | 87    |       |
| 27. September | Siegfried Bacharach                       | deutscher Kaufmann, Buchhändler, Zeitungs-Herausgeber, Redakteur und Autor                                      | 76    |       |
| 27. September | George Binney                             | britischer Polarforscher                                                                                        | 72    |       |
| 27. September | Max Edrei                                 | französischer Architekt                                                                                         | 82    |       |
| 27. September | S. R. Ranganathan                         | indischer Mathematiker und Bibliothekar                                                                         | 80    |       |
| 27. September | Rory Storm                                | britischer Rockmusiker, Sänger                                                                                  | 34    |       |
| 27. September | Víctor Zavala                             | chilenischer Fußballspieler                                                                                     | 81    |       |
| 28. September | Franz Bonnet                              | deutscher Schauspieler                                                                                          | 78    |       |
| 28. September | Erich Przywara                            | Theologe und Religionsphilosoph                                                                                 | 82    |       |
| 28. September | Paul Richter                              | deutscher Kunstmaler und Buchillustrator                                                                        |       |       |
| 28. September | Karl Schadelbauer                         | österreichischer Mediziner, Historiker und Archivar                                                             | 69    |       |
| 28. September | Maurice Thiriet                           | französischer Komponist                                                                                         | 66    |       |
| 28. September | Fritz Zietlow                             | deutscher Jurist, Journalist und SS-Hauptsturmführer                                                            | 70    |       |
| 29. September | Kathleen Clarke                           | irische Politikerin und Senatorin                                                                               | 94    |       |
| 29. September | Max Nosseck                               | deutscher Schauspieler, Regisseur und Drehbuchautor                                                             | 70    |       |
| 29. September | Armand Schulthess                         | Schweizer Objekt- und Textkünstler                                                                              | 71    |       |
| 30. September | Armas Hirvonen                            | finnischer Kameramann und Filmemacher mit estnischen Wurzeln                                                    | 76    |       |
| 30. September | Barbara Krupp                             | deutsche Industrielle                                                                                           | 85    |       |
| 30. September | Karl M. Le Compte                         | US-amerikanischer Politiker                                                                                     | 85    |       |
| 30. September | Frank Sullivan                            | US-amerikanischer Filmeditor                                                                                    | 76    |       |
| 30. September | Edgar G. Ulmer                            | US-amerikanischer Filmregisseur österreichischer Herkunft                                                       | 68    |       |
| September     | John Cox                                  | britischer Tontechniker                                                                                         | 64    |       |